# Mycena rosella
Mycena rosella, comúnmente conocido como el bonete de color rosa, es una especie de fungi (hongo) de la familia Mycenaceae. Antes de esta clasificación fue llamado Agaricus roseus por micólogo sueco Elias Magnus Fries en 1794, se le asignó su nombre actual en 1871 por el científico alemán Paul Kummer.
Las esporas son amiloides y tienen dimensiones de 9.7 por 4.5 micrones.